# Brian Wilson (Album)
Brian Wilson ist das selbstbetitelte erste Soloalbum des US-Musikers Brian Wilson. Das Album wurde 1988 vom Plattenlabel Sire Records veröffentlicht und erreichte in den Billboard-Charts Platz 40.
Das Album wurde von Wilson (mit Russ Titelman und Andy Paley) produziert. Als ausführender Produzent fungierte Dr. Eugene Landy, Wilsons Psychiater und Manager in einer Person. Auf Druck Landys war Wilson 1988 bei den Beach Boys ausgestiegen.

## Geschichte
1986 hatte Landy seinen Schützling Brian Wilson dazu überredet, mit den Arbeiten für ein Soloalbum zu beginnen. Als Wilsons Partner sollte Gary Usher fungieren. Usher war ein bekannter Produzent, Songwriter und Sänger, er hatte zu Beginn der Beach-Boys-Karriere zahlreiche Songs mit Wilson geschrieben. Diese Vertrautheit aus vergangenen Tagen sollte Wilson zu musikalischen Höchstleistungen führen. Ein Jahr arbeiteten Wilson und Usher gemeinsam an neuen Songs bis Landy die Zusammenarbeit beendete. Aus der Zusammenarbeit von Wilson und Usher war 1987 die Single Let’s Go to Heaven in My Car erschienen, die allerdings nicht Teil des Albums wurde.
Landy setzte sich selbst als Ausführenden Produzenten ein, da er Beteiligung an den Tantiemen wollte. Er war es, der einen Großteil des Albums mit einem Synthesizer unterlegen ließ, was den typischen Wilson-Sound grundlegend zerstörte. Viele Fans lehnten dieses Album deshalb ab, da es einfach untypisch für Wilson war. Seine Stimme klingt auf diesem Album gequält. Des Weiteren wird die sterile Produktion für den Misserfolg des Albums verantwortlich gemacht.
Russ Titelman, Co-Produzent von vielen Stücken, machte Wilson mit dem Multiinstrumentalisten Andy Paley bekannt. Diese Bekanntschaft führte zunächst zu einer Arbeitsbeziehung bei diesem Album und in weiterer Folge zu einer Freundschaft. Auch Starproduzent Jeff Lynne steuerte als Co-Autor einen Song für das Album bei. Der Rest des Albums besteht aus Stücken aus Wilsons Feder (darunter auch Little Children aus dem Jahre 1976).
Wilson erhoffte sich mit seinem ersten Solowerk eine Chartplatzierung in den Top-5. Er landete damit allerdings nur auf Rang 40. Anders als bei früheren Misserfolgen zog er sich dieses Mal nicht aus der Öffentlichkeit zurück, sondern begann mit den Arbeiten an seinem zweiten Album. Die ausgekoppelten Singles verkauften sich ebenfalls schwach. Einzig Love and Mercy schaffte es auf Platz 75 der US-Billboard-Charts.
In den 1990er Jahren führte Wilson gemeinsam mit seinem Bruder Carl und seiner Mutter zahlreiche Prozesse gegen Landy. In diesen Prozessen wurde deutlich, dass Landy seinen Namen unter zahlreiche Soloarbeiten von Wilson gesetzt hatte, da er an den Tantiemen beteiligt werden wollte. Des Weiteren ist anzunehmen, dass Andy Paley und Gary Usher an der Entstehung einiger Songs beteiligt waren.

## Titelliste
1. Love and Mercy (Brian Wilson) – 2:56
2. Walkin the Line (Brian Wilson/Nick Laird-Clowes) – 2:38
3. Melt away (Brian Wilson) (BW, RT) – 3:01
4. Baby Let Your Hair Grow Long (Brian Wilson) – 3:18
5. Little Children (Brian Wilson) – 1:49
6. One for the Boys (Brian Wilson) – 1:50
7. There’s So Many (Brian Wilson) – 2:47
8. Night Time (Brian Wilson/Andy Paley) – 3:39
9. Let it shine (Jeff Lynne/Brian Wilson) – 3:58
10. Meet Me in Your Dreams Tonight (Brian Wilson/Andy Paley/Andy Dean) – 3:07
11. Rio Grande (Brian Wilson/Andy Paley) – 8:12

## Singleauskopplungen
- Love and Mercy
- Night Time
- Melt Away

## Special Edition
Im Jahr 2000 erschien eine Neuauflage dieses Albums (Brian Wilson Deluxe) mit zahlreichen Bonus-Tracks. Auf dem Originalalbum taucht Landys Name nahezu bei jedem Song in den Credits auf. In der neuveröffentlichten Deluxe-Auflage wurden die Credits richtiggestellt und Landys Name gelöscht. Auch Alexandra Morgan, die Lebensgefährtin Landys, taucht auf dem Originalalbum bei den Songs Walkin the Line,  There’s So Many und Night Time als Texterin auf, in späteren Ausgaben nicht mehr.